# Polyodaspis
Polyodaspis là một chi ruồi trong họ Chloropidae.